# Ganelon
Ganelon est un personnage de l'épopée-chanson de geste La Chanson de Roland, qui représente l'archétype littéraire du félon, du traître et du lâche.
Beau-frère de Charlemagne, dont il a épousé la sœur, et partisan de la paix à tout prix avec les musulmans d'Espagne, Ganelon trahit son gendre, Roland, en faisant organiser son massacre à Roncevaux par l'ennemi arabe, le « calife Marsile (li algalifes Marsilies) ».

## Dans laChanson de Roland
Dans un contexte où, les armées de Charlemagne étant en Espagne, le supposé dernier sultan musulman ayant offert sa soumission à condition que Charlemagne quitte l'Espagne, Ganelon prend seul, dans le Conseil, le parti de l'acceptation.
Aussi Roland propose que Ganelon soit envoyé en ambassade auprès du sultan, ce que Ganelon tient pour déloyal et lui fait déclarer vouloir attirer sur Roland une telle hostilité qu'elle durera le reste de sa vie. Et quand Ganelon accepte la mission, il annonce qu'à Saragosse où réside le sultan il fera une petite folie pour passer sa colère ; « quand il l'entend, Roland se met à rire ».
Au cours du voyage vers le sultan avec Blancandrin, un projet est élaboré entre eux pour supprimer Roland, seul obstacle à la paix selon Ganelon. Le sultan accepte ce plan, qui consiste à laisser partir Charlemagne avec des otages, et attaquer son arrière-garde et tuer Roland dans un col des Pyrénées. Le sultan donne à Ganelon « dix mulets chargés du plus pur or d'Arabie » et vingt otages.
De retour au camp de Charlemagne, « le félon, le parjure » Ganelon raconte que l'armée musulmane a fui et s'est toute noyée, et que le sultan viendra en vassal en France les mains jointes pour recevoir la religion dans le mois suivant son départ, « soyez-en sûr, sire ».
Malgré un songe qui lui révèle la trahison de Ganelon, Charlemagne retourne en France et, aux cols et étroits défilés, il laisse Ganelon désigner qui sera à l'arrière-garde : « ce sera Roland, vous n'avez pas de baron aussi vaillant », ce que Roland accepte avec colère mais fierté.
Avec une grande armée, le sultan prend position à Roncevaux : « Les Francs mourront, la France en sera honnie. Charles le vieux, à la barbe fleurie, tant qu'il vivra ne cessera de souffrir et d'enrager ». Ils fondent sur l'arrière-garde des Français, Roland dédaigne de sonner du cor pour que l'armée de Charlemagne revienne, et tous sont massacrés.
À ce point, le récit annonce la suite : « Charles le Grand en pleure et se lamente. Mais à quoi bon ? Ils n'auront pas de secours de lui. Et ce jour-là Ganelon le servit indignement quand il alla à Saragosse vendre les proches vassaux du roi. Il en perdit ensuite et les membres et la vie : au procès d'Aix il fut condamné à être pendu et, avec lui, trente de ses parents qui ne s'attendaient pas à une telle mort ».

## Autres
Dans le chant XXXII de la Divine Comédie, Ganelon est montré relégué dans le Cocyte, au plus profond de l'Enfer, en punition de sa trahison.
Dans la Vie de l'empereur Charlemagne d'Éginhard (vers 830), le personnage de Ganelon n'apparaît pas, car c'est la perfidie de Gascons qui cause la mort d'Eggihard, maître d'hôtel du roi, et de Roland, préfet des Marches de Bretagne, quand l'armée des Francs est engagée dans un étroit défilé au sommet des Pyrénées. 
Le modèle du personnage de Ganelon pourrait être, deux générations après Charlemagne, l'archevêque de Sens Wenilon dit Ganelon, qui trahit Charles le Chauve en 858 après l'avoir sacré roi de Francie occidentale dans la cathédrale d'Orléans en 848. 
Dans ses Proverbes français, l'abbé Tuet l'admet en citant du Tillet. Le proverbe « Traitre comme Judas », il en énonce ainsi l'origine : « Autrefois une trahison noire se nommait la trahison de Ganelon. Du Tillet fait de Ganelon un archevêque de Sens » qui prit le parti de Louis de Germanie contre Charles le Chauve. 
Janet Nelson admet que la légende de Roland de Roncevaux a été créée à partir de ce personnage historique. Ian Short paraît plus prudent mais n'en exclut pas la possibilité.
Marc Bloch nomme aussi « Ganelon » cet archevêque de Sens mais sans le relier à Roland. Michelet nomme « Wénilon », et non Ganelon, le même archevêque quand il relate le procès que lui intente Charles le Chauve au concile de Savonnières. On y voit que la trahison reprochée est sans commune mesure avec celle du Ganelon de la Chanson de Roland : en prenant le parti d'un frère du roi, c'est surtout l'onction du sacre que Wénilon avait trahie et les deux se réconcilièrent vite.